# Gellért György (játékvezető)
Gellért György magyar nemzeti labdarúgó-játékvezető.

## Pályafutása
Játékvezetői vizsgát Budapesten a Magyar Futballbírák Testületénél tette le. Nemzeti labdarúgó-szövetségének megfelelő játékvezető bizottságai minősítése alapján jutott magasabb osztályokba. A küldési gyakorlat szerint rendszeres partbírói szolgálatot is végzett. III. fokú besorolással lett az NB I játékvezetője. Vezetett kupadöntők száma: 1.
| Időpont         | Helyszín                    | Mérkőzés típusa     | Mérkőzés           | Eredmény | Nézők száma |
| --------------- | --------------------------- | ------------------- | ------------------ | -------- | ----------- |
| 1934. május 31. | Üllői úti Stadion, Budapest | döntő első mérkőzés | Soroksár FC–BSZKRT | 2 – 2    | 1000        |

## Szakmai sikerek
A Magyar Futballbírák Testülete javaslatára az Országos Tanácsülés, elismerve szakmai felkészültségét, arany jelvényt, ezüst oklevelet és kis-plakettet adományozott részére. Ezüst oklevelet 15 évi, arany jelvényt 25 évi aktív szolgálat után, plakettet az éves teljesítmény alapján adományoztak.

## Külső hivatkozások
- Gellért György. magyarfutball.h. (Hozzáférés: 2015. július 3.)